# 藤原兼家
藤原兼家（929年—990年7月26日），日本平安時代公卿。藤原北家出身，藤原師輔的三男。官至從一位攝政關白太政大臣，准三后。世稱法興院大臣、東三條大臣，出家後法名如實。
兼家與同母兄兼通不和，曾受到兼通的排擠。當兼通病危之時，曾抱病而起面見天皇，使天皇承諾將遺缺授予與兼通相善的藤原賴忠。兼通去世後，賴忠曾提拔過兼家。然而兼家的女兒超子與冷泉上皇生下了三條天皇、詮子與圓融天皇生下了一條天皇。當一條天皇即位，時任右大臣的兼家取得攝政的資格，由於當時賴忠還是太政大臣，兼家因而辭去右大臣的職位，敘從一位，准三宮，使自己地位凌駕於賴忠之上。賴忠去世後，兼家又接任賴忠遺缺的太政大臣。

## 系譜
- 父:藤原師輔
- 母:藤原盛子（藤原經邦之女）

- 妻:藤原时姬（藤原中正之女）（?-981）
  - 長男:藤原道隆（953-995）
  - 三男:藤原道兼（961-995）
  - 五男:藤原道長（966-1027）
  - 長女:藤原超子（954?-982） - 冷泉天皇女御、三條天皇生母
  - 次女:藤原詮子（東三條院）（962-1001） - 圓融天皇女御、一條天皇生母
- 妻:藤原道綱母（藤原倫寧之女）（936?-995）
  - 次男:藤原道綱（955-1020）
- 妻:保子内親王（村上天皇第三皇女）（949-987）
- 妻:藤原國章之女
  - 三女:藤原綏子（974-1004） - 三條天皇尚侍
- 妻:藤原懐忠之女?
- 妻:超子女房大輔、典侍
- 妻:藤原忠幹之女
  - 四男:藤原道義
- 妻：源兼忠之女
  - 女子 － 藤原道綱母養女（960?-）

## 登場作品
影視劇
- 致光之君（2024年、NHK大河劇、演：段田安則）